# Kustinbraakmodel
Het kustinbraakmodel is een theorie over de lithostratigrafie van het Noordzeekustgebied.
Deze theorie werd voor het eerst gepresenteerd door G.J. Borger in 1984. Het is de opvolger van de theorie van transgressies en regressies. Als gevolg er van is de term Duinkerke-transgressies vervangen door kustinbraakmodel. Het gaat daarbij met name om de ouderdom van de transgressiefasen die op verschillende plaatsen niet gelijk voorkwamen. Men stapt niet af van de idee van overstromingen op zich, maar meer van de gedachte dat die zich overal gelijktijdig zouden hebben voorgedaan. Ook deze theorie lost echter niet alle voorkomende problemen op. Bovendien zijn de nieuwe dateringen tot stand gekomen door middel van de C14-methode die door sommigen minder betrouwbaar wordt geacht bij gebruik in zoute omstandigheden.
Het kustinbraakmodel begint met de grotendeels gesloten kustlijn zoals die in de vroege middeleeuwen in grote delen van het kustgebied van de Lage Landen bestond. Achter de kustduinen lagen veengebieden of, achter de onderbroken duinenrij van de Waddeneilanden, een waddengebied. In dat waddengebied zette de zee kwelderwallen af, die een secundaire kustlijn gingen vormen. Ook achter deze kustlijn lagen veengebieden. Zodra de zee in een natuurlijke situatie door die duinen of kwelderwal heenbrak, werd een reeks van ontwikkelingen in gang gezet. Zeker als het gat lang bleef bestaan, konden aangrenzende hoogvenen ontwateren en inklinken, waardoor het overstroomde oppervlak toenam. In de rustiger delen van een doorbraakgat begon de zee al snel klei af te zetten, waardoor het wateroppervlak afnam en steeds minder water door het gat stroomde. Na verloop van tijd slibde het gat dicht, waarna bij een volgende grote stormvloed elders een nieuw zeegat kon ontstaan.